# 盖勒马省
盖勒马省（阿拉伯語：ولاية قالمة）是阿尔及利亚东部的一个省，首府盖勒马。该省在1945年遭遇了法国军队的塞提夫大屠杀。